# Llista de peixos del Txad
Aquesta llista de peixos del Txad -incompleta- inclou 141 espècies de peixos que es poden trobar al Txad ordenades per l'ordre alfabètic de llur nom científic.
| Ordre              | Família          | Espècie                                   | Observacions | Imatge                           |
| ------------------ | ---------------- | ----------------------------------------- | ------------ | -------------------------------- |
| Characiformes      | Alestidae        | Alestes baremoze                          | Nadiu        | Alestes baremoze                 |
| Characiformes      | Alestidae        | Alestes dentex                            | Nadiu        |                                  |
| Siluriformes       | Amphiliidae      | Andersonia leptura                        | Nadiu        |                                  |
| Cyprinodontiformes | Poeciliidae      | Aplocheilichthys hutereaui                | Nadiu        |                                  |
| Cyprinodontiformes | Poeciliidae      | Aplocheilichthys kingii                   | Nadiu        |                                  |
| Perciformes        | Cichlidae        | Astatotilapia bloyeti                     |              |                                  |
| Siluriformes       | Claroteidae      | Auchenoglanis biscutatus                  | Nadiu        |                                  |
| Siluriformes       | Bagridae         | Bagrus bajad                              | Nadiu        |                                  |
| Siluriformes       | Bagridae         | Bagrus docmak                             | Nadiu        |                                  |
| Cypriniformes      | Cyprinidae       | Barbus anema                              | Nadiu        |                                  |
| Cypriniformes      | Cyprinidae       | Barbus apleurogramma                      | Nadiu        |                                  |
| Cypriniformes      | Cyprinidae       | Barbus baudoni                            | Nadiu        |                                  |
| Cypriniformes      | Cyprinidae       | Barbus bynni occidentalis                 | Nadiu        |                                  |
| Cypriniformes      | Cyprinidae       | Barbus callipterus                        | Nadiu        |                                  |
| Cypriniformes      | Cyprinidae       | Barbus chlorotaenia                       | Nadiu        |                                  |
| Cypriniformes      | Cyprinidae       | Barbus leonensis                          | Nadiu        |                                  |
| Cypriniformes      | Cyprinidae       | Barbus macinensis                         | Nadiu        |                                  |
| Cypriniformes      | Cyprinidae       | Barbus macrops                            | Nadiu        |                                  |
| Cypriniformes      | Cyprinidae       | Barbus nigeriensis                        | Nadiu        |                                  |
| Cypriniformes      | Cyprinidae       | Barbus perince                            | Nadiu        |                                  |
| Cypriniformes      | Cyprinidae       | Barbus punctitaeniatus                    | Nadiu        |                                  |
| Cypriniformes      | Cyprinidae       | Barbus stigmatopygus                      | Nadiu        |                                  |
| Cypriniformes      | Cyprinidae       | Barbus yeiensis                           | Nadiu        |                                  |
| Osteoglossiformes  | Mormyridae       | Brienomyrus niger                         | Nadiu        |                                  |
| Characiformes      | Alestidae        | Brycinus macrolepidotus                   | Nadiu        |                                  |
| Characiformes      | Alestidae        | Brycinus nurse                            | Nadiu        |                                  |
| Osteoglossiformes  | Mormyridae       | Campylomormyrus tamandua                  | Nadiu        |                                  |
| Cypriniformes      | Cyprinidae       | Chelaethiops bibie                        | Nadiu        |                                  |
| Siluriformes       | Mochokidae       | Chiloglanis batesii                       | Nadiu        |                                  |
| Siluriformes       | Claroteidae      | Chrysichthys auratus                      | Nadiu        | Chrysichthys auratus             |
| Characiformes      | Citharinidae     | Citharinops distichodoides distichodoides | Nadiu        |                                  |
| Characiformes      | Citharinidae     | Citharinus citharus citharus              | Nadiu        |                                  |
| Characiformes      | Citharinidae     | Citharinus latus                          | Nadiu        |                                  |
| Siluriformes       | Clariidae        | Clarias albopunctatus                     | Nadiu        |                                  |
| Siluriformes       | Clariidae        | Clarias anguillaris                       | Nadiu        |                                  |
| Siluriformes       | Clariidae        | Clarias gariepinus                        | Nadiu        | Clarias gariepinus               |
| Siluriformes       | Claroteidae      | Clarotes laticeps                         | Nadiu        |                                  |
| Cypriniformes      | Cyprinidae       | Clypeobarbus pleuropholis                 | Nadiu        |                                  |
| Perciformes        | Cichlidae        | Congochromis dimidiatus                   | Dubtós       |                                  |
| Perciformes        | Anabantidae      | Ctenopoma houyi                           | Nadiu        |                                  |
| Perciformes        | Anabantidae      | Ctenopoma muriei                          | Nadiu        |                                  |
| Perciformes        | Anabantidae      | Ctenopoma petherici                       | Nadiu        |                                  |
| Characiformes      | Distichodontidae | Distichodus altus                         | Nadiu        |                                  |
| Characiformes      | Distichodontidae | Distichodus brevipinnis                   | Nadiu        |                                  |
| Characiformes      | Distichodontidae | Distichodus engycephalus                  | Nadiu        |                                  |
| Characiformes      | Distichodontidae | Distichodus nefasch                       | Nadiu        |                                  |
| Characiformes      | Distichodontidae | Distichodus rostratus                     | Nadiu        |                                  |
| Cyprinodontiformes | Nothobranchiidae | Epiplatys bifasciatus bifasciatus         | Nadiu        |                                  |
| Cyprinodontiformes | Nothobranchiidae | Epiplatys spilargyreius                   | Nadiu        |                                  |
| Cypriniformes      | Cyprinidae       | Garra dembeensis                          | Nadiu        |                                  |
| Cypriniformes      | Cyprinidae       | Garra lancrenonensis                      | Nadiu        |                                  |
| Osteoglossiformes  | Mormyridae       | Gnathonemus petersii                      | Nadiu        | Gnathonemus petersii             |
| Osteoglossiformes  | Gymnarchidae     | Gymnarchus niloticus                      | Nadiu        | Gymnarchus niloticus             |
| Perciformes        | Cichlidae        | Hemichromis fasciatus                     | Nadiu        | Hemichromis fasciatus            |
| Characiformes      | Hepsetidae       | Hepsetus odoe                             | Nadiu        | Hepsetus odoe                    |
| Siluriformes       | Clariidae        | Heterobranchus bidorsalis                 | Nadiu        |                                  |
| Siluriformes       | Clariidae        | Heterobranchus longifilis                 | Nadiu        |                                  |
| Osteoglossiformes  | Arapaimidae      | Heterotis niloticus                       | Nadiu        | Heterotis niloticus              |
| Osteoglossiformes  | Mormyridae       | Hippopotamyrus harringtoni                | Nadiu        |                                  |
| Osteoglossiformes  | Mormyridae       | Hippopotamyrus pictus                     | Nadiu        |                                  |
| Characiformes      | Alestidae        | Hydrocynus brevis                         | Nadiu        |                                  |
| Characiformes      | Alestidae        | Hydrocynus forskahlii                     | Nadiu        |                                  |
| Characiformes      | Alestidae        | Hydrocynus somonorum                      | Nadiu        |                                  |
| Characiformes      | Alestidae        | Hydrocynus vittatus                       | Nadiu        | Hydrocynus vittatus              |
| Osteoglossiformes  | Mormyridae       | Hyperopisus bebe bebe                     | Nadiu        |                                  |
| Osteoglossiformes  | Mormyridae       | Hyperopisus bebe occidentalis             | Nadiu        |                                  |
| Characiformes      | Distichodontidae | Ichthyborus besse besse                   | Nadiu        |                                  |
| Cypriniformes      | Cyprinidae       | Labeo chariensis                          | Nadiu        |                                  |
| Cypriniformes      | Cyprinidae       | Labeo coubie                              | Nadiu        |                                  |
| Cypriniformes      | Cyprinidae       | Labeo parvus                              | Nadiu        |                                  |
| Cypriniformes      | Cyprinidae       | Labeo senegalensis                        | Nadiu        |                                  |
| Cypriniformes      | Cyprinidae       | Labeobarbus batesii                       | Nadiu        |                                  |
| Perciformes        | Latidae          | Lates niloticus                           | Nadiu        | Lates niloticus                  |
| Cypriniformes      | Cyprinidae       | Leptocypris niloticus                     | Nadiu        |                                  |
| Siluriformes       | Malapteruridae   | Malapterurus electricus                   | Nadiu        | Malapterurus electricus          |
| Osteoglossiformes  | Mormyridae       | Marcusenius cyprinoides                   | Nadiu        |                                  |
| Osteoglossiformes  | Mormyridae       | Marcusenius senegalensis gracilis         | Nadiu        |                                  |
| Synbranchiformes   | Mastacembelidae  | Mastacembelus decorsei                    | Nadiu        |                                  |
| Synbranchiformes   | Mastacembelidae  | Mastacembelus loennbergii                 | Nadiu        |                                  |
| Characiformes      | Alestidae        | Micralestes acutidens                     | Nadiu        |                                  |
| Characiformes      | Alestidae        | Micralestes elongatus                     | Nadiu        |                                  |
| Characiformes      | Alestidae        | Micralestes humilis                       | Nadiu        |                                  |
| Characiformes      | Alestidae        | Micralestes stormsi                       | Nadiu        |                                  |
| Perciformes        | Anabantidae      | Microctenopoma congicum                   | Nadiu        |                                  |
| Cyprinodontiformes | Poeciliidae      | Micropanchax pfaffi                       | Nadiu        |                                  |
| Siluriformes       | Mochokidae       | Mochokus brevis                           | Nadiu        |                                  |
| Osteoglossiformes  | Mormyridae       | Mormyrops anguilloides                    | Nadiu        | Mormyrops anguilloides           |
| Osteoglossiformes  | Mormyridae       | Mormyrops engystoma                       | Nadiu        | Mormyrops engystoma              |
| Osteoglossiformes  | Mormyridae       | Mormyrus hasselquistii                    | Nadiu        |                                  |
| Osteoglossiformes  | Mormyridae       | Mormyrus rume rume                        | Nadiu        |                                  |
| Osteoglossiformes  | Mormyridae       | Mormyrus thomasi                          | Nadiu        |                                  |
| Characiformes      | Distichodontidae | Nannocharax ansorgii                      | Nadiu        |                                  |
| Characiformes      | Distichodontidae | Nannocharax fasciatus                     | Nadiu        | Nannocharax fasciatus            |
| Characiformes      | Distichodontidae | Nannocharax occidentalis                  | Nadiu        |                                  |
| Characiformes      | Distichodontidae | Neolebias unifasciatus                    | Nadiu        |                                  |
| Cyprinodontiformes | Nothobranchiidae | Nothobranchius kiyawensis                 | Nadiu        |                                  |
| Cyprinodontiformes | Nothobranchiidae | Nothobranchius rubroreticulatus           | Nadiu        |                                  |
| Cypriniformes      | Cyprinidae       | Opsaridium ubangiense                     | Nadiu        |                                  |
| Perciformes        | Cichlidae        | Oreochromis aureus                        | Nadiu        | Oreochromis aureus               |
| Perciformes        | Cichlidae        | Oreochromis niloticus niloticus           | Nadiu        | Oreochromis niloticus niloticus  |
| Osteoglossiformes  | Pantodontidae    | Pantodon buchholzi                        | Dubtós       | Pantodon buchholzi               |
| Perciformes        | Channidae        | Parachanna obscura                        | Nadiu        |                                  |
| Characiformes      | Distichodontidae | Paradistichodus dimidiatus                | Nadiu        |                                  |
| Siluriformes       | Schilbeidae      | Parailia pellucida                        | Nadiu        |                                  |
| Clupeiformes       | Clupeidae        | Pellonula leonensis                       | Nadiu        |                                  |
| Osteoglossiformes  | Mormyridae       | Petrocephalus bane bane                   | Nadiu        |                                  |
| Osteoglossiformes  | Mormyridae       | Petrocephalus bovei bovei                 | Nadiu        |                                  |
| Osteoglossiformes  | Mormyridae       | Petrocephalus soudanensis                 | Nadiu        |                                  |
| Osteoglossiformes  | Mormyridae       | Pollimyrus isidori isidori                | Nadiu        |                                  |
| Polypteriformes    | Polypteridae     | Polypterus bichir bichir                  | Nadiu        | Polypterus bichir bichir         |
| Polypteriformes    | Polypteridae     | Polypterus bichir lapradei                | Nadiu        | Polypterus bichir lapradei       |
| Polypteriformes    | Polypteridae     | Polypterus endlicherii                    | Nadiu        | Polypterus endlicherii           |
| Polypteriformes    | Polypteridae     | Polypterus senegalus senegalus            | Nadiu        | Polypterus senegalus senegalus   |
| Cyprinodontiformes | Poeciliidae      | Poropanchax normani                       | Nadiu        |                                  |
| Lepidosireniformes | Protopteridae    | Protopterus annectens annectens           | Nadiu        |                                  |
| Cypriniformes      | Cyprinidae       | Raiamas senegalensis                      | Nadiu        |                                  |
| Cypriniformes      | Cyprinidae       | Raiamas shariensis                        | Nadiu        |                                  |
| Characiformes      | Alestidae        | Rhabdalestes septentrionalis              | Nadiu        |                                  |
| Perciformes        | Cichlidae        | Sarotherodon galilaeus borkuanus          | Nadiu        |                                  |
| Perciformes        | Cichlidae        | Sarotherodon galilaeus galilaeus          | Nadiu        | Sarotherodon galilaeus galilaeus |
| Siluriformes       | Schilbeidae      | Schilbe intermedius                       | Nadiu        |                                  |
| Siluriformes       | Schilbeidae      | Schilbe mystus                            | Nadiu        | Schilbe mystus                   |
| Siluriformes       | Schilbeidae      | Schilbe uranoscopus                       | Nadiu        | Schilbe uranoscopus              |
| Siluriformes       | Schilbeidae      | Siluranodon auritus                       | Nadiu        |                                  |
| Siluriformes       | Mochokidae       | Synodontis batensoda                      | Nadiu        |                                  |
| Siluriformes       | Mochokidae       | Synodontis clarias                        | Nadiu        |                                  |
| Siluriformes       | Mochokidae       | Synodontis courteti                       | Nadiu        |                                  |
| Siluriformes       | Mochokidae       | Synodontis euptera                        | Nadiu        | Synodontis euptera               |
| Siluriformes       | Mochokidae       | Synodontis filamentosa                    | Nadiu        |                                  |
| Siluriformes       | Mochokidae       | Synodontis frontosa                       | Nadiu        |                                  |
| Siluriformes       | Mochokidae       | Synodontis membranacea                    | Nadiu        |                                  |
| Siluriformes       | Mochokidae       | Synodontis nigrita                        | Nadiu        |                                  |
| Siluriformes       | Mochokidae       | Synodontis ocellifer                      | Nadiu        | Synodontis ocellifer             |
| Siluriformes       | Mochokidae       | Synodontis schall                         | Nadiu        |                                  |
| Siluriformes       | Mochokidae       | Synodontis sorex                          | Nadiu        |                                  |
| Siluriformes       | Mochokidae       | Synodontis violacea                       | Nadiu        |                                  |
| Tetraodontiformes  | Tetraodontidae   | Tetraodon lineatus                        | Nadiu        | Tetraodon lineatus               |
| Perciformes        | Cichlidae        | Tilapia dageti                            | Nadiu        |                                  |
| Perciformes        | Cichlidae        | Tilapia rendalli                          | Introduït    | Tilapia rendalli                 |
| Perciformes        | Cichlidae        | Tilapia zillii                            | Nadiu        | Tilapia zillii                   |
| Osteoglossiformes  | Notopteridae     | Xenomystus nigri                          | Nadiu        | Xenomystus nigri                 |